# Kirby Hill (Richmondshire)
Pour les articles homonymes, voir Kirby Hill.
Kirby Hill est un village et une paroisse civile du Yorkshire du Nord, en Angleterre.